# Biệt thự Carl Grosse ở Bydgoszcz
Biệt thự Carl Grosse là một ngôi nhà lịch sử ở trung tâm thành phố Bydgoszcz, Ba Lan. Nó được đăng ký trong Danh sách Di sản Kuyavian-Pomeranian Voivodeship.

## Vị trí
Tòa nhà này bằng cách nào đó lùi về phía đông của phố Gdanska (N ° 84), tại giao lộ với phố Zamoyskiego.

## Lịch sử
Biệt thự đã được xây dựng vào năm 1898-1899 bởi kiến trúc sư Karl Bergner, theo đơn đặt hàng từ Carl Grosse.
Ông Grosse điều hành ở Bydgoszcz một nhà máy sản xuất nút chai (tiếng Đức: Ostdeutsche Kork-Fabrik), với trụ sở của công ty ở đây (Danzigerstr. 127).
Chủ sở hữu tiếp theo - nhà bán buôn gỗ Otto Schmidt - trong những năm 1918-1920 đã làm phong phú thêm biệt thự: ông đã xây dựng các đồ trang trí và chúng vẫn còn được bảo tồn cho đến ngày nay.
Tòa nhà đã trải qua nhiều lần cải tạo với chủ sở hữu và người dùng kế nhieem5. Trong nhiều năm trong thập niên 1920, có tin đồn rằng biệt thự thuộc về nữ diễn viên Apolonia Chalupiec, hay còn gọi là Pola Negri, được mua bởi nhà công nghiệp Jan Kłossowski, được gọi là "vua giấy bồi", người sống ở đó cùng gia đình vào những năm 1930. Trên thực tế, Jan Kłossowski đã mua biệt thự từ Ngân hàng Ludowy  (tiếng Đức: Volksbank) ở Bydgoszcz và Pola Negri tọa lạc tại đường số 8 của Zamoyskiego.
Giữa năm 1962 và 1992, tòa nhà là trụ sở của Dân quân (MO), với một cửa hàng nhà máy và một quán ăn tự phục vụ.

## Kiến trúc
Chung cư được trang trí theo phong cách đề cập đến Chủ nghĩa lịch sử Đức. Biệt thự được ngăn cách với đường phố bởi một khu vườn. Mặt tiền của nó có một khối không đối xứng, được trang trí với các vịnh trang trí, nhà nhô, hành lang ngoài và các cấu trúc post-and-plank.
Nội thất được thiết kế theo phong cách trang trí nghệ thuật, bởi Johanna H. Fricke. Ngoài stuccoes, đáng chú ý là kính màu, phù điêu bằng gỗ (họa tiết động vật và thực vật) và cầu thang lan can. Trong phòng khiêu vũ nhìn ra vườn có thể thấy một đài phun nước được trang trí với một tác phẩm điêu khắc hình ảnh một người phụ nữ đang gội đầu.
Tòa nhà đã được đưa vào Danh sách Di sản Voivodeship Kuyavian-Pomeranian N ° 601312 Reg. A / 1079 / 1-2, vào ngày 13 tháng 12 năm 1994 .

## Hình ảnh

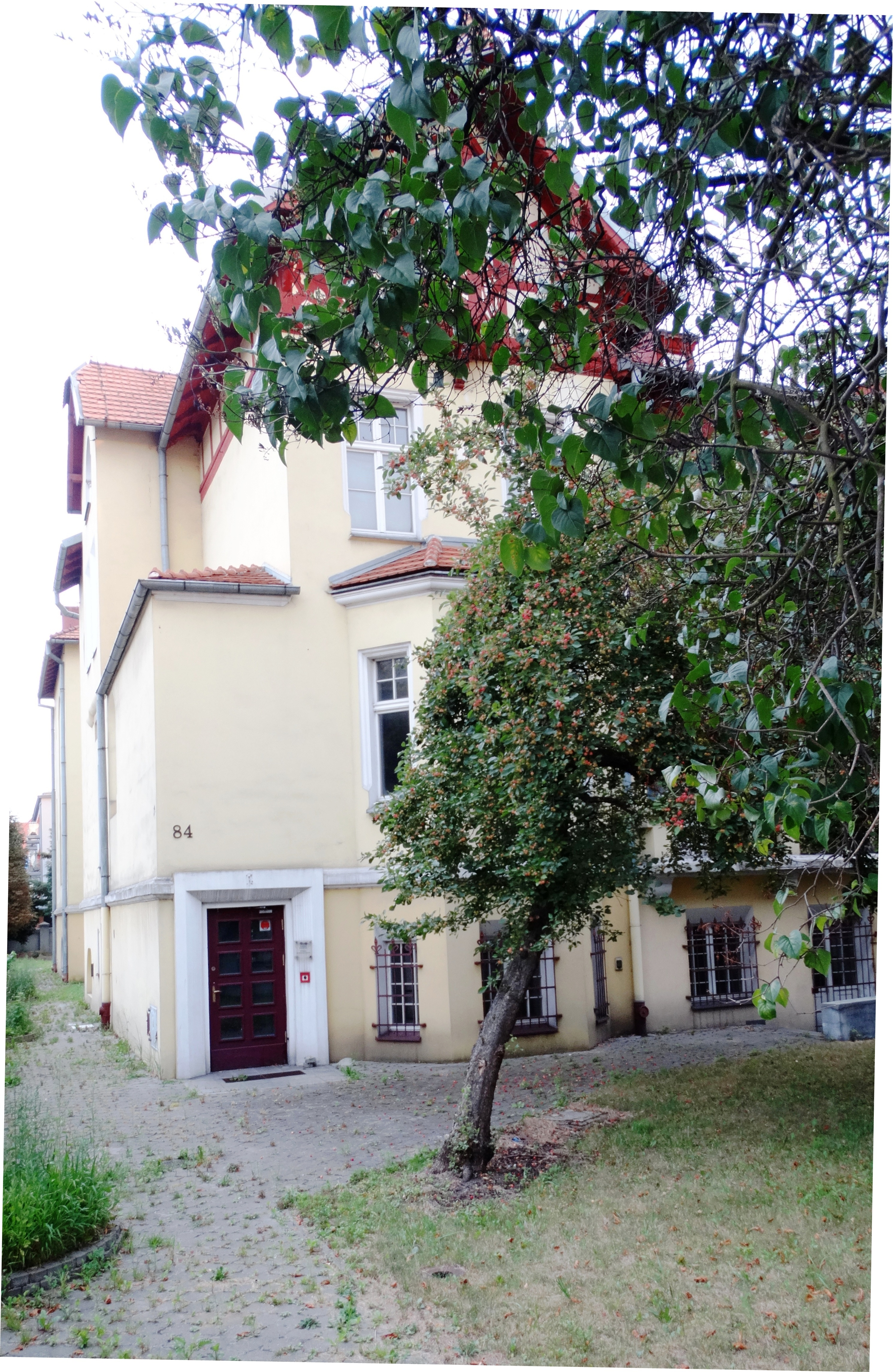
Nhìn từ vườn
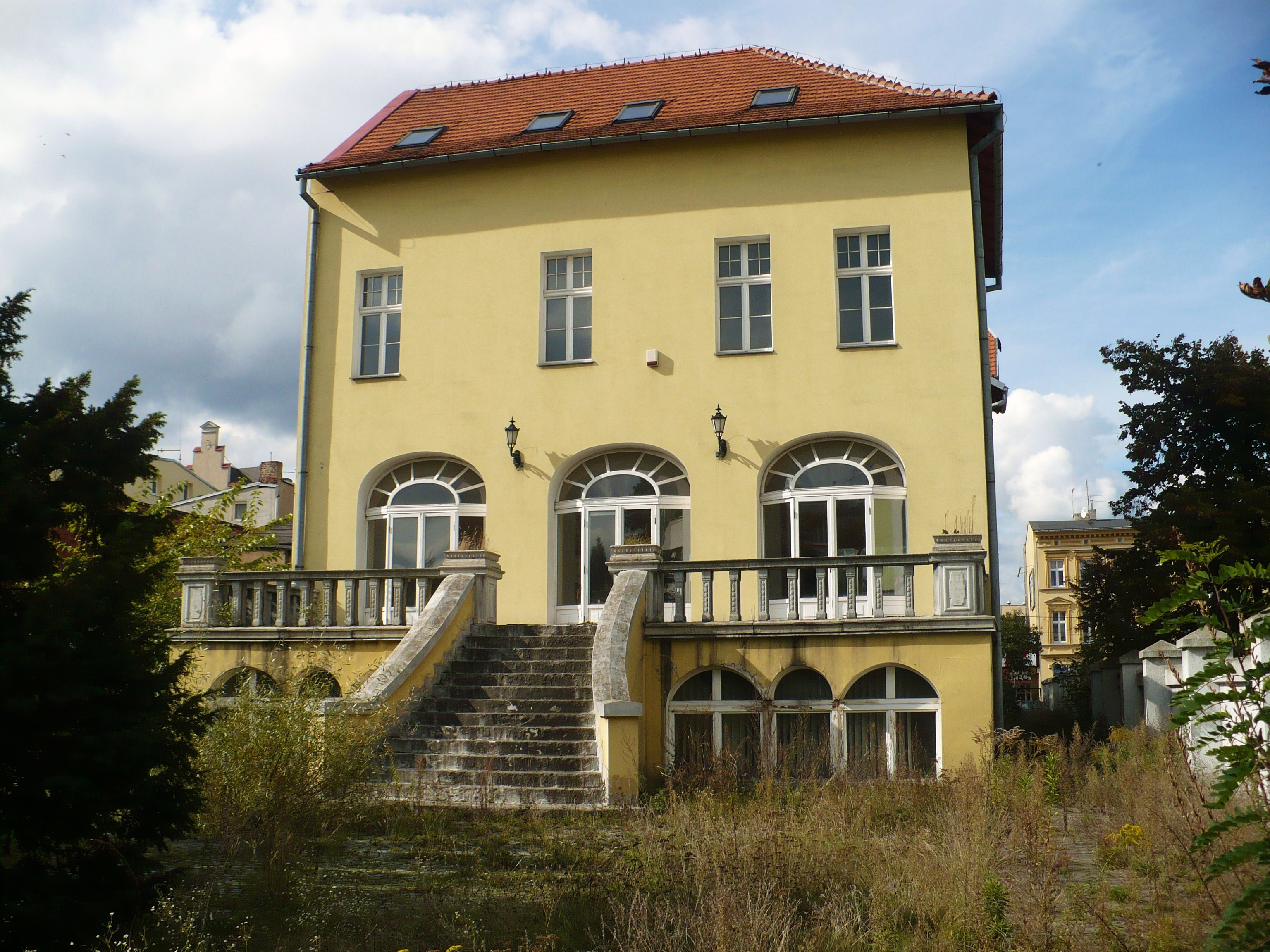
Nhìn từ vườn
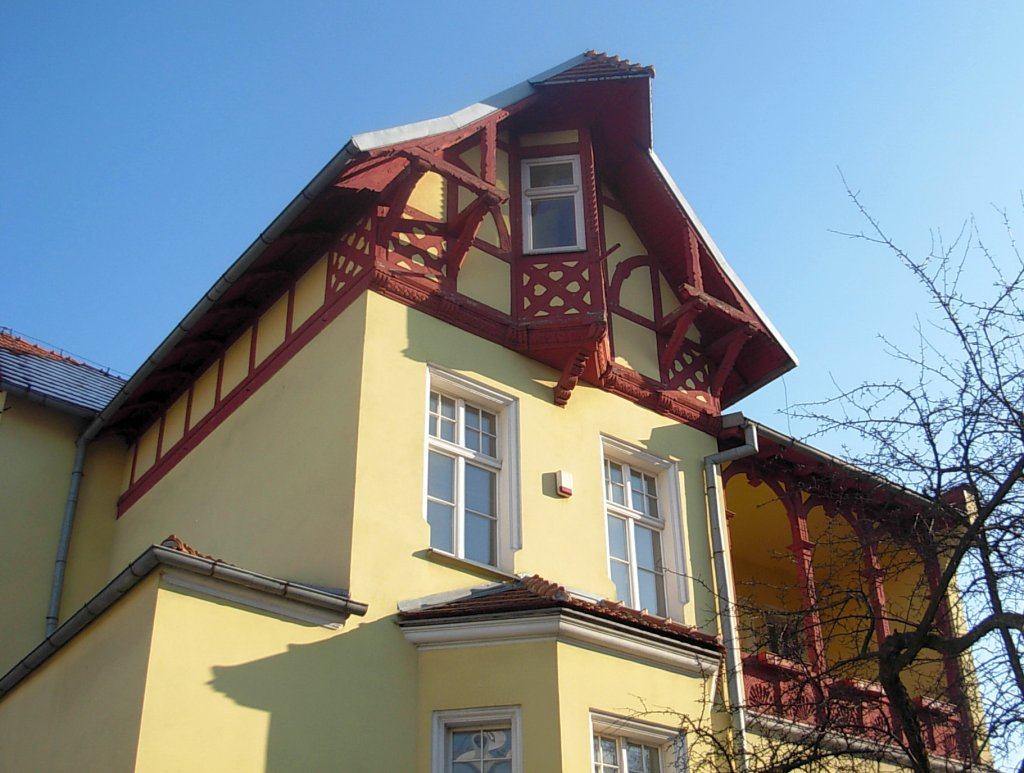
Phóng to mặt tiền
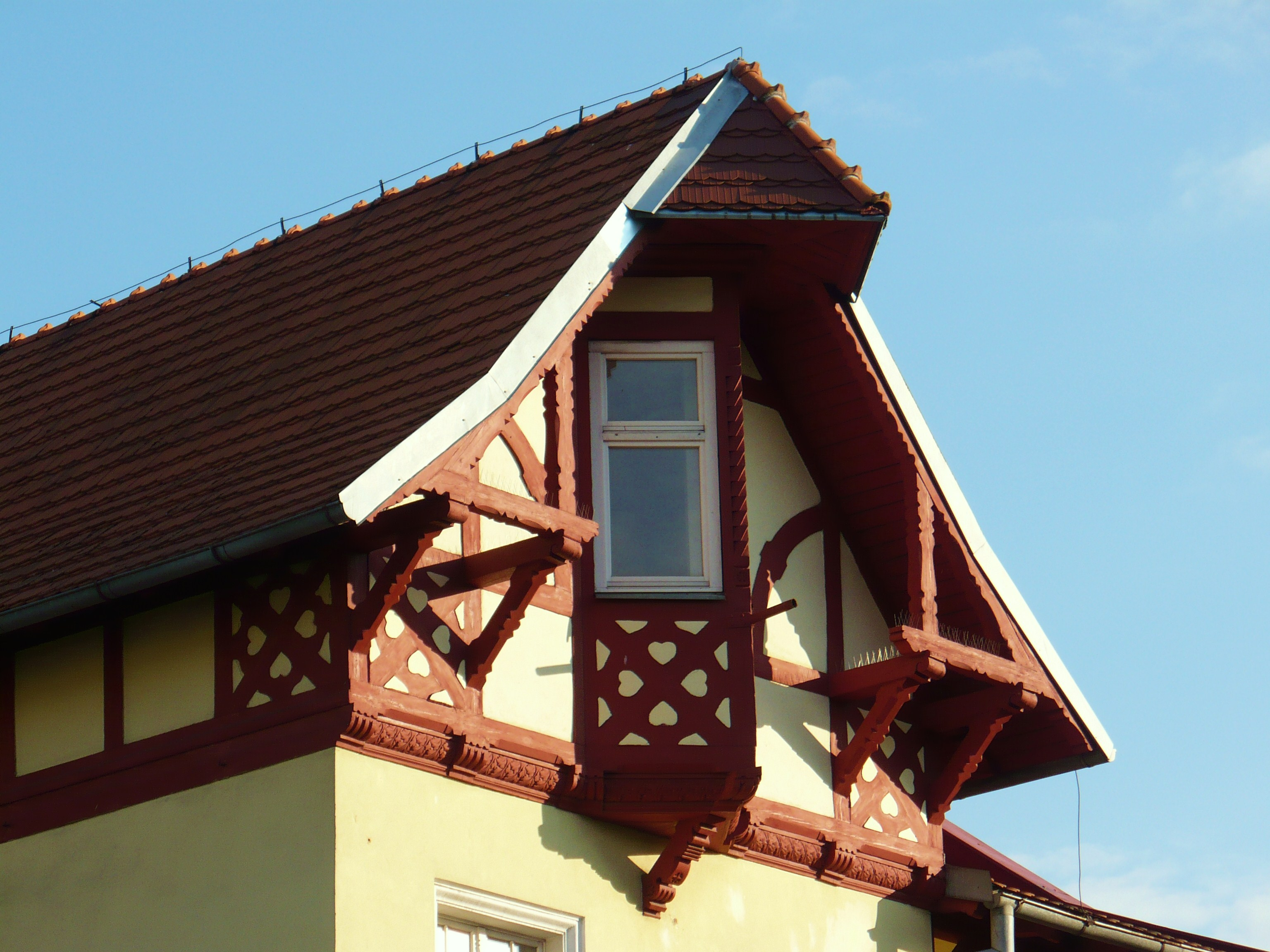
Xem chi tiết của một đầu hồi